# Celso Ramos (Santa Catarina)
Pour les articles homonymes, voir Celso Ramos (homonymie).
Celso Ramos est une ville brésilienne de l'intérieur de l'État de Santa Catarina.

## Géographie
Celso Ramos se situe par 27° 38′ 04″ de latitude sud et par 51° 20′ 11″ de longitude ouest, à une altitude moyenne de 778 mètres. Sa population était de 2 773 habitants au recensement de 2010. La municipalité s'étend sur 207 km2.
Elle fait partie de la microrégion de Campos de Lages, dans la mésoregion Serrana de Santa Catarina.

## Villes voisines
Celso Ramos est voisine des municipalités (municípios) suivantes :
- Campos Novos
- Anita Garibaldi
- Esmeralda dans l'État du Rio Grande do Sul
- Barracão dans l'État du Rio Grande do Sul